# Edmund Moïssissovics
Johann August Edmund Moïssissovics (hongrois Ödön), seigneur de Mojsvár (né le 18 octobre 1839 à Vienne; † 2 octobre 1907 à Mallnitz, en Carinthie) est un paléontologue et géologue autrichien.
Edmund Moïssissovics de Mojsvár est encore étudiant, lorsqu'en 1862 il est des membres fondateurs du Club alpin autrichien. En 1873, il est l'un des initiateurs de l'unification des clubs alpins d'Allemagne et d'Autriche.
À partir de 1865, il travaille à la Geologische Reichsanstalt, dont est le directeur-adjoint de 1892 à sa retraite en 1900. Von Mojsvár est l'auteur de communications fondamentales sur la stratigraphie, la faune des ammonites du Trias alpin, et surtout les craies du Hallstatt.

## Biographie
Moïssissovics est issu d'une famille originaire de Hongrie. Son grand-père, premier médecin à la cour de Vienne, est anobli par l’empereur François Joseph Ier en récompense de ses services (notamment l’emploi de l’iode dans le traitement des fractures).
Après avoir achevé ses études secondaires dans un lycée viennois en 1858, Moïssissovics entreprend des études de droit à l'université (1858–1862). À la même époque, il se passionne pour la géologie et la géographie. Ses camarades Paul Grohmann et le baron Guido von Sommaruga et lui-même décident, au cours de leurs excursions en montagne, de créer un Club alpin autrichien (1862) : c'est le premier club géologique du continent.
Il soutient son doctorat en droit à l’Université de Graz le 22 juillet 1864. Mais la passion de la géologie le tenaille si fort, qu'il décide le 18 février 1865 de travailler bénévolement pour l’Institution impériale et royale de géologie (k.k. Geologischen Reichsanstalt). Sa production de collaborateur est suffisamment appréciée pour qu'à l'été 1867 on lui confie une section du recensement géologique des Carpates de Haute-Hongrie (auj. Carpathes slovaques) et de Galicie.
Il se consacre par la suite à la recherche de mines de sel dans les Alpes, à la délimitation des gisements de houille de Häring et à la reconnaissance des alluvions fossiles du Trias à Bakony, dans les environs de Veszprém. Invité à rejoindre le Geological Survey of India à Calcutta, puis la toute récente Organisation hongroise de géologie, il est promu géologue en chef le 13 décembre 1870 à Vienne avec le titre d’Inspecteur des mines. En 1879 il est promu Inspecteur général des mines. En 1892, Moïssissovics devient directeur-adjoint de l’Institution impériale et royale de géologie.
Ses recherches s’étendent jusqu'à l'étude des Alpes Orientales. Cet aspect de son œuvre, commencé en 1878 à l'occasion du Congrès international de Géologie, assure à Moïssissovics une grande notoriété. C'est sur son conseil que le Congrès de 1881 à Bologne décide l'édition d’une carte géologique de l’Europe. Il y représente officiellement l’Autriche-Hongrie.
Sur décision du gouvernement autrichien, on entreprend à l'été 1879 la recherche de gisements de matières premières en Bosnie-Herzégovine. Les chevilles ouvrières de cette mission sont Moïssissovics, Emil Tietze et Alexander Bittner. Moïssissovics se charge particulièrement de la reconnaissance géologique des régions du nord de la Bosnie, c'est-à-dire Sarajevo, Travnik, Gornji Vakuf, Jajce, Banja Luka, Sanski Most et Bihać.
Karl Paul, Franz Hertich et Gjuro Pilar se joignent à ses travaux sur la géologie de Bosnie-Herzégovine. Il en résulte une cartographie complète des richesses minières des provinces rattachées à l’Empire ottoman,.
La fondation de l’Organisation autrichienne de sismologie peut être considérée comme le couronnement de sa carrière. Moïssissovics s'y est attelé dès 1897 et édicte les principes de rédaction des rapports sur les événements sismiques récents. Ainsi il jette les bases du réseau de tectonique d'Autriche et contribue à la diffusion des données d'observation sur les tremblements de terre.

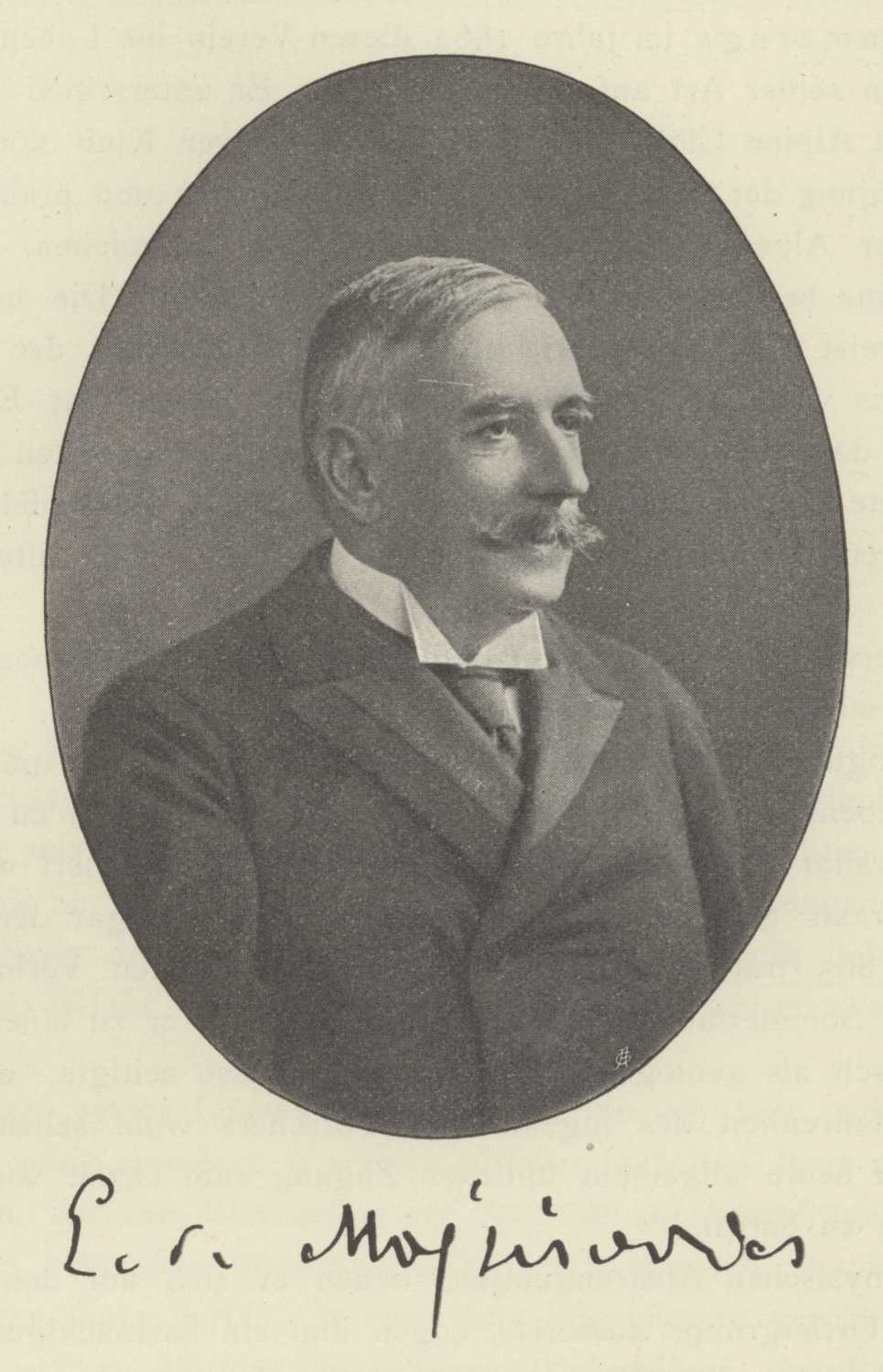
Edmund Moïssissovics, 1907

En novembre 1900, Moïssissovics, après 35 années de recherches, se met en congé du Service Géologique d'Autriche. Les dernières années d'activité sont assombries par un différend avec A. Bittner, non sans conséquence pour son état santé. Il meurt en 1907 d'une tumeur cancéreuse de la bouche et du larynx.
Le Mont Moïssissovics (alt. 2 903 m, dans la vallée extérieure de la Seebach (Carinthie), est baptisé en hommage à son œuvre) .

## Œuvres
- "Beiträge zur Kenntnis der Obertriadischen Cephalopoden-Faunen des Himalaya", Denkschriften der kaiserlichen Akademie der Wissenschaften mathematisch-naturwissenschaftliche Klasse, 63. Band, 1896.
- Eduard Suess: "Beiträge zur Stratigraphie Central-Asiens auf Grund der Aufsammlungen von F. Stoliczka und K. Bogdanowitsch, und mit Unterstützung von Professor F. Frech in Breslau, Dr. E. v. Mojsisovics W. M. Akad. Und Herrn F. Teller in Wien und Professor V. Uhlig", Denkschriften der kaiserlichen Akademie der Wissenschaften mathematisch-naturwissenschaftliche Klasse, 61. Band, 1894.
- In: Abhandlungen der Geologischen Reichsanstalt:
  - Die Mollusken-Faunen der Zlambach- und Hallstätter Schichten. 1873–1875.
  - Die Cephalopoden der mediterranen Triasprovinz. 1882.
  - Die Cephalopoden der Hallstätter Kalke. 1893–1902.
- Die Dolomitriffe von Südtirol und Venetien. Vienne 1879.
- en coll. avec E. Tietze et A. Bittner: Grundlinien der Geologie von Bosnien-Hercegowina. Vienne 1880.
- en coll. avec E. Tietze et A. Bittner: Geologische Übersichtskarte von Bosnien-Hercegovina 1:576.000. Vienne 1880.